# Colonia Palma
Colonia Palma est une ville de l'Uruguay située dans le département d'Artigas. Sa population est de 416 habitants.

## Géographie
Colonia Palma est située dans le secteur 8, au nord-ouest de la ville de Baltasar Brum.

## Population
| Année | Population |
| ----- | ---------- |
| 1996  | 166        |
| 2004  | 416        |

,